# La victòria de Fleurus
La victòria de Fleurus és una pintura a l'oli sobre llenç, realitzada pel pintor florentí Vicente Carducho el 1634 per commemorar la victòria a la batalla de Fleurus. És conservada al Museu del Prado de Madrid i està inventariada amb el número P00635, però no es troba en exposició. L'obra procedeix de la Col·lecció Reial, la seva finalitat original era estar exposada al saló de regnes del palau del Buen Retiro com a part d'una sèrie de quadres de caràcter militar, amb d'altres de caràcter polítics i mitològics, que havien de transmetre la glòria de la Monarquia Hispànica.

## Història
L'obra és s'emmarca en el regnat de Felip IV de Castella i especialment durant la privança del comte-duc d'Olivares, si bé és un moment en què la monarquia es troba en una greu crisi econòmica. No obstant això, el privat va idear la construcció d'un palau de lleure per al rei, que al cap d'uns anys va donar com a resultat el palau del Buen Retiro. Ell mateix es va encarregar de donar les idees pel projecte i per a la decoració interior de l'edifici i no escatimà en despeses. Amb la construcció del palau pretenia glorificar la monarquia i el seu govern com a privat del monarca, sense menystenir a aquest, sinó convertint-lo en un símbol de poder sense cap mena de poder polític, sinó de representació o identificació amb l'estat mateix. Dins d'aquest recinte, el cim de les glòries havia de ser el Saló de Regnes, que anava ricament decorat amb un conjunt de cicles pictòrics, amb les nombroses batalles victorioses, com amb escenes mitològiques, entre d'altres.
Amb el deteriorament i posterior ruïna del Buen Retiro, va passar al Palau Reial de Madrid i després, finalment, al Museu del Prado.

## Tema
La temàtica és militar i alhora propagandística. S'hi representa la batalla de Fleurus, prop de Brussel·les, en la qual va resultar victoriós l'exèrcit de la Lliga Catòlica comandat per Gonzalo Fernández de Córdoba sobre les tropes de la Unió Protestant del príncep Christian de Brunswick i el comte Ernst von Mansfeld el 29 d'agost de 1622. La tònica generals de representació de la batalla de les pintures del Saló de Regnes del Buen Retiro fa aparèixer en primer pla als militars protagonistes; en segon pla hi apareix la batalla i, per tant, s'hi representa la mort, si bé gairebé de forma accidental. Tanmateix, aquesta obra, juntament amb les altres havien de simbolitzar el poder del monarca, formaven del conjunt ideat per magnificar les glòries i les victòries militars de la monarquia i, per tant, triomfs de Felip IV i del seu valido, el comte-duc d'Olivares.

## Descripció
El quadre de Vicente Carducho ofereix una posició neutral. En termes generals, s'adequa a la tònica de la resta de quadres del cicle pictòric militar del palau del Buen Retiro: un primer pla amb el comandant de les tropes i en segon pla es representa el camp de batalla, amb una intensitat que sembla poc convincent i amb massa detalls. No obstant això, el cas de Carducho en aquesta pintura mostra una diferència respecte de la resta d'obres: en primer pla, a la part inferior, hi apareixen dos soldats lluitant cos a cas, just al costat seu hi ha un cadàver quasi nu extraordinàriament pàlid, de tall classicista; el combat i la mort deixen d'estar representats en plànol secundari per estar al costat del protagonista Gonzalo Fernández de Córdoba, que destaca muntant a cavall a la dreta, aliè a la batalla, gairebé passant per sobre del mort.